# Vince D'Amato
Vince D'Amato (Vancouver, ...) è un regista, sceneggiatore, produttore cinematografico e montatore canadese.

## Biografia
È nato a Vancouver (Canada) in una data non precisata degli anni settanta.
Nel 1993 è uscito dalla Simon Fraser University di Vancouver, per dedicarsi alla cinematografia cinque anni dopo con il film di produzione indipendente The Faculty.
Nel 2000, con l'aiuto del produttore esecutivo Nicole Hancock e del socio in affari Peter Speers, D'Amato ha cofondato la casa cinematografica "Creepy Six Films"; di cui è presidente e direttore di produzione.
Lo studio si occupa di produzioni indipendenti dirette al commercio home video, e D'Amato ne è solitamente l'ideatore, regista, montatore e produttore esecutivo; nei film Corpse-O-Rama e Human Nature (2004) è stato anche direttore della fotografia.

## Filmografia

### Regista
- Corpse-O-Rama (2001)
- Torched (2004)
- Vampires vs. Zombies (2004)
- Heads Are Gonna Roll (2004)
- Human Nature (2004)
- Necrophagia: Sickcess (2004)
- Necrophagia: Nightmare Scenerios (2004)
- Pasto umano (Live Feed) (2006)
- Hell Hath No Fury (2006)
- Sex & Death: 1977 (2007)

### Sceneggiatore
- Corpse-O-Rama (2001)
- Torched (2004)
- Vampires vs. Zombies (2004)
- Heads Are Gonna Roll (2004)
- Human Nature (2004)
- Necrophagia: Sickcess (2004)
- Necrophagia: Nightmare Scenerios (2004)
- Pasto umano (Live Feed) (2006)
- Hell Hath No Fury (2006)
- Sex & Death: 1977 (2007)

### Produttore
- Corpse-O-Rama (2001)
- Torched (2004)
- Vampires vs. Zombies (2004)
- Heads Are Gonna Roll (2004)
- Human Nature (2004)
- Necrophagia: Sickcess (2004)
- Necrophagia: Nightmare Scenerios (2004)
- Pasto umano (Live Feed) (2006)
- Hell Hath No Fury (2006)
- Sex & Death: 1977 (2007)

### Montatore
- Corpse-O-Rama (2001)
- Torched (2004)
- Vampires vs. Zombies (2004)
- Heads Are Gonna Roll (2004)
- Human Nature (2004)
- Necrophagia: Sickcess (2004)
- Necrophagia: Nightmare Scenerios (2004)
- Pasto umano (Live Feed) (2006)
- Hell Hath No Fury (2006)
- Sex & Death: 1977 (2007)